# Tørklædekode
Tørklædekoden er en metode der især anvendes af homoseksuelle mænd på udkig efter casual sex, og BDSM-udøvere i USA, Canada og Europa, til at tilkendegive præferencer med hensyn til Dominans og hvilken type sex de er interesserede i. Koden består i at bære en bestemt farve tørklæde, oftest i baglommen. Tørklædekoden var udbredt i 1970'erne, men er ikke udbredt i samme omfang i dag. Den er dog stadig aktiv visse steder. 